# Dugački pregibač palca (ruka)
Dugački pregibač palca (lat. musculus flexor pollicis longus) je mišić prednje strane podlaktice. Mišić inervira lat. nervus medianus.

## Polazište i hvatište
Mišić polazi s palčane kosti (prednje strane), s međukoštane opne podlaktice, s medijalnog nadzglavka (lat. condylus medialis) ramene kosti i s koronoidnog nastavka lakatne kosti. Mišić se hvata tetivom na distalni članak palca.